# Intenzionalità
L'intenzionalità, nella corrente filosofica della fenomenologia, è l'attitudine costitutiva del pensiero ad avere sempre un contenuto, ad essere essenzialmente rivolto ad un oggetto, senza il quale il pensiero stesso non sussisterebbe. Non ha a che vedere con la libera volontà né con l'agire "intenzionalmente" (il termine è usato in questo senso in ambito non filosofico, ad esempio nell'espressione pedagogica intenzionalità educativa).

## Origine ed evoluzione del termine
Il concetto di intenzionalità era stato elaborato originariamente dalla filosofia scolastica, e fu reintrodotto nella filosofia contemporanea dal filosofo e psicologo Franz Brentano nella sua opera del 1874 Psychologie vom Empirischen Standpunkte (Psicologia dal punto di vista empirico). Con l'intenzionalità della coscienza o della mente egli intendeva appunto l'idea che la coscienza sia sempre diretta ad un oggetto, che abbia sempre un contenuto, andando oltre sé stessa. Brentano definì l'intenzionalità come la caratteristica principale dei fenomeni psichici (o mentali), tramite cui essi possono essere distinti dai fenomeni fisici. Ogni fenomeno mentale, ogni atto psicologico infatti ha un contenuto, è diretto a qualcosa (l'«oggetto intenzionale»). Ogni credere, desiderare, ecc. ha un oggetto: il creduto, il desiderato.
(Franz Brentano, Psicologia dal punto di vista empirico)

### Husserl
Edmund Husserl riprese la nozione da Brentano, seppure introducendo alcune distinzioni. Egli chiamò noesi l'aspetto soggettivo dell'atto intenzionale (ad esempio il pensare), e noema l'elemento oggettivo (il pensato), da non confondere con l'oggetto esterno, la cui reale esistenza in fondo non ha importanza. La caratteristica dell'intenzionalità è per Husserl la trascendenza, in quanto, nel rapportarsi al suo oggetto, il pensiero è rivolto verso altro da sé, verso una realtà che supera il pensiero stesso, il quale la recepisce attraverso la sua manifestazione fenomenica, a differenza della percezione che la coscienza ha di sé medesima, che avviene invece in forma immanente, cioè direttamente o senza fenomeno intermediario.

### Ulteriori sviluppi
Tramite le opere di Husserl, l'idea di intenzionalità penetrò nella ricerca contemporanea, sia nella filosofia continentale che nella filosofia analitica.
Nell'intelligenza artificiale e nelle scienze cognitive è un tema controverso e si considera l'intenzionalità come qualcosa che una macchina non potrebbe mai davvero possedere da un punto di vista strutturale. Tra i sostenitori di questa tesi vi è John Searle, che col suo famoso esperimento mentale della stanza cinese ha provato a dimostrare l'impossibilità logica che una macchina possa mai avvicinarsi al funzionamento della mente umana.

## Emergere dell'intenzionalità
La comprensione di come un organismo coglie l'intenzionalità nelle prime fasi dello sviluppo può rivelare la genesi di concetti psicologici fondamentali come la percezione, la categorizzazione, la cognizione e la coscienza. In effetti, tutti questi concetti si basano sulla capacità di un organismo di rappresentare o di rappresentare cose, proprietà e stati di cose, ad esempio l’intenzionalità. Tuttavia, secondo l'opinione diffusa, all'inizio della cognizione il comportamento finalizzato ad uno scopo appare solo attraverso puri riflessi. Per risolvere questo problema, alcuni studiosi sostengono che lo sviluppo cognitivo inizia attraverso l'interazione tra un embrione e sua madre. Questo parere continua le affermazioni dei principali teorici dello sviluppo infantile (ad esempio Montessori, Vygotsky, ecc.) sul ruolo essenziale delle interazioni del bambino con l’ambiente. In effetti, le ricerche dimostrano che anche gli embrioni manifestano comportamenti di "goal-directed behavior" che potrebbero essere attribuiti all’apprendimento sociale.